# Tromeropsis microtheca
Tromeropsis microtheca är en svampart som först beskrevs av Petter Adolf Karsten, och fick sitt nu gällande namn av Sherwood 1981. Tromeropsis microtheca ingår i släktet Tromeropsis, divisionen sporsäcksvampar och riket svampar.   Inga underarter finns listade i Catalogue of Life.